# Biografielijst Py

## Pye
- Scott Pye (1990), Australisch autocoureur
- William Pye (1938), Engels beeldhouwer en glaskunstenaar

## Pyf
- Shawn Caminiti Pyfrom (1986), Amerikaans acteur

## Pyh
- Natalja Pyhyda (1981), Oekraïens atlete

## Pyn
- Geert Pynenburg (1896-1980), Belgisch schrijver en Vlaams activist

## Pyp

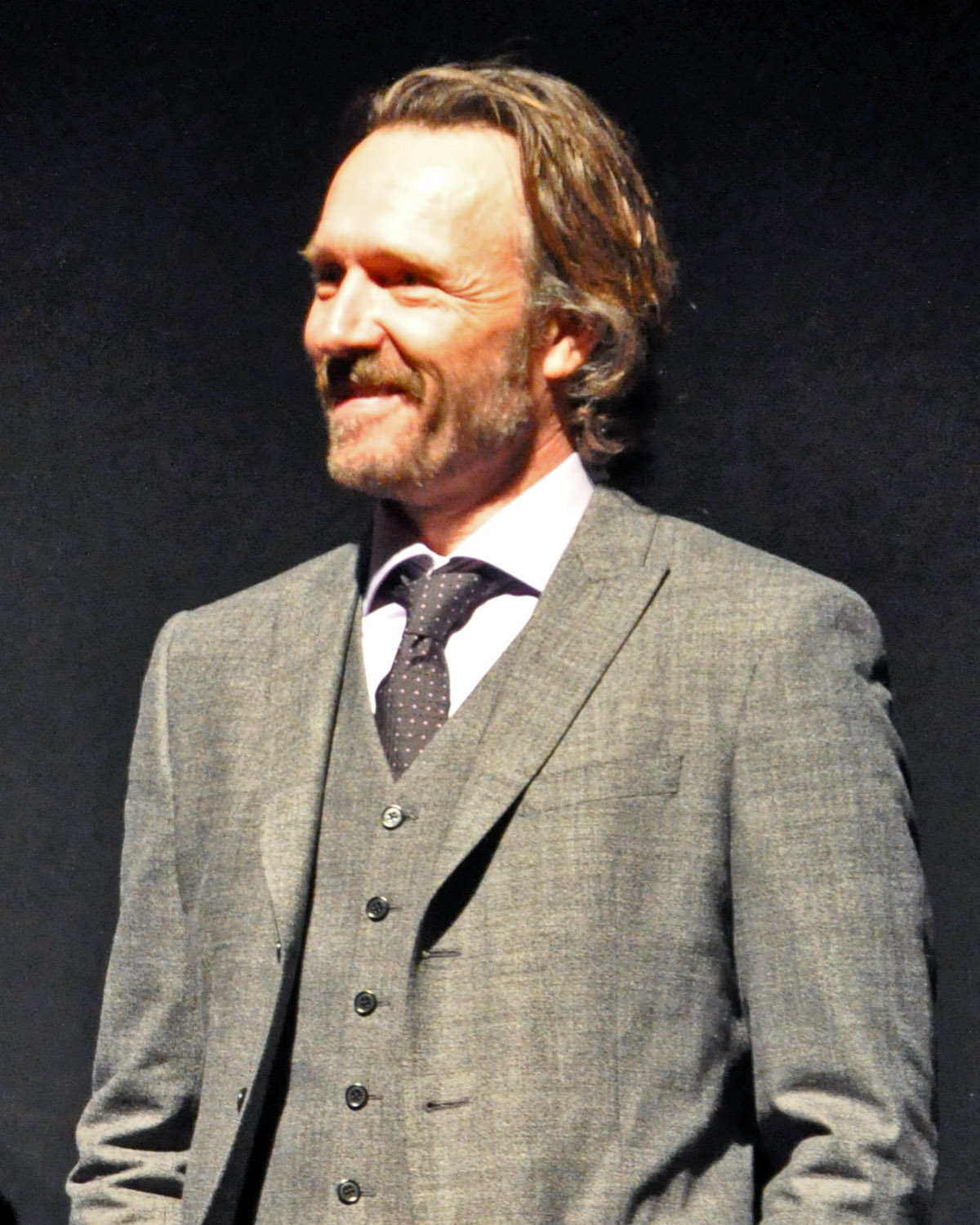
John Pyper-Ferguson, 2010

- John Pyper-Ferguson (1964), Canadees acteur

## Pyr
- Monika Pyrek (1980), Pools atlete
- Frederik van Waldeck-Pyrmont (1865-1946), Duits vorst van Waldeck en Pyrmont (1893-1918)

## Pyt

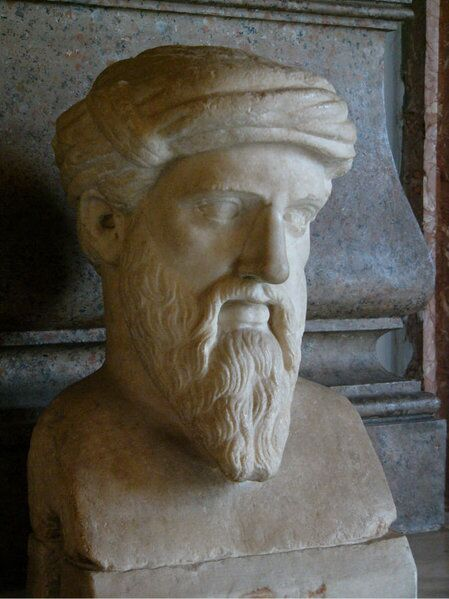
Pythagoras

- Pythagoras (582-496 v.Chr.), Grieks wiskundige
- Hendrik Pyttersen Tjeerdzoon (1845-1919), Nederlands politicus